# Erwin Schröder
Erwin Schröder, folkbokförd Ervin Gustaw Heinrich Schröder, född 13 juni 1927 i Silenz på Rügen, Tyskland, död 1 maj 2020 i Lund, Sverige, var en tysk-svensk målare.

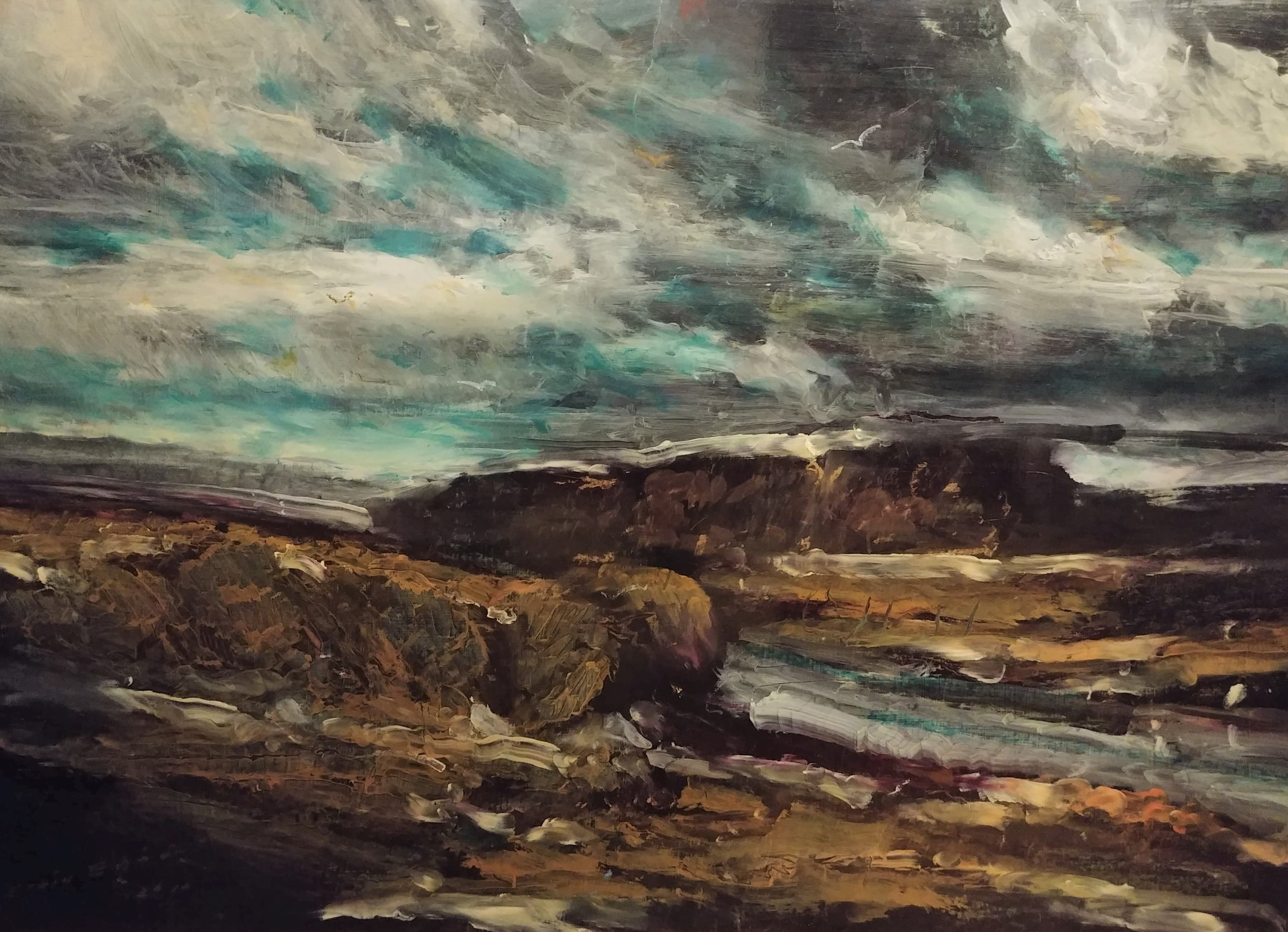
Ett av konstnärens tidigare havsmotiv.

Han var son till Gustav Schröder och Frieda Lemke och från 1953 gift med Maj Valborg Willington. Schröder var som konstnär autodidakt och räknade sig själv till den så kallade Düsseldorfskolan. Han bosatte sig under 1940-talet i Bohuslän. Separat ställde han ut i Fiskebäckskil och Vara samt medverkade i ett flertal samlingsutställningar i Göteborg och Bohuslän. Hans konst består av bohuslänska fiskesamhällen och på senare tid landskap, då ofta med hästar, men även några enstaka målningar med blommor och fruktfat. Schröder är gravsatt i minneslunden på Norra kyrkogården i Lund.